# Landesgartenschau
Landesgartenschau, förkortat LGS eller LaGa, är en trädgårdsutställning som äger rum på olika håll i Tyskland och Österrike. Den äger rum på delstatsnivå och är en mindre motsvarighet till Bundesgartenschau i Tyskland. Landesgartenschau har ägt rum i Tyskland sedan 1980 då de första utställningarna ägde rum i Baden-Württemberg och Bayern. Senare har andra delstater följt efter.